# 李觀鼎
李觀鼎（葡萄牙語：Lei Kun Teng，1939年—），出生於北京，四川長壽人。畢業於北京大學中文系，廣州暨南大學文學博士。武俠小說北派五大家中“奇幻仙俠派” 還珠樓主李壽民之四子。

## 生平
李觀鼎畢業於北京大學中文系，受敎於著名學者游國思、吳組湘、王力、高名凱、朱光潛、宗白華等。後獲廣州暨南大學文學博士學位。
曾任北京市朝陽區管莊中學教師，北京雙橋人民公社幹部，北京語言學院講師，北京交通幹部管理學院副教授兼社科院研究生院副教授。
1988年移居澳門，歷任澳門濠江中學教師、語文組組長，澳門大學中文系副教授、教授、博士生導師，澳門特區政府文化局顧問，2009年加入中國作家協會任會員，澳門五月詩社副社長，澳門寫作學會副會長，現任澳門筆會會長。長期從事教學與研究活動，尤擅長於文學理論和文學批評。常在《澳門日報》副刊、《澳門筆匯》、《澳門寫作學刊》上發表作品，主要是文學理論，其次是新詩。

## 著作
- 文學評論集《鞭鼓集》、《論澳門文學批評》等
- 詩集《滴水集》[4]、《蓮花在午夜熠熠開放》等
- 文學教材《古典文學作品選講》等
- 編校《還珠樓主小說全集》 等
- 主編《澳門文學評論選》、《歷代名詩今譯》（合作）等
- 主編辭書《漢魏六朝詩歌鑑賞辭典》（合作）等[5]